# Kurt von Fritz
Karl Albert Kurt von Fritz (* 25. August 1900 in Metz; † 16. Juli 1985 in Feldafing) war ein deutscher klassischer Philologe.

## Leben
Der Sohn des im Januar 1900 geadelten preußischen Oberstleutnants Adolf von Fritz interessierte sich schon als Schüler für antike Philosophie und Literatur. Er besuchte zunächst die Kadettenanstalt in Lichterfelde. 1914 wechselte er aus Gesundheitsgründen auf ein Realgymnasium in Freiburg im Breisgau, wo er 1918 das Abitur ablegte. Nach kurzem Kriegsdienst als Fähnrich der Artillerie nahm er in Freiburg und München trotz einer ausgeprägten Neigung zur Mathematik und zur Philosophie das Studium der Klassischen Philologie auf. Eine Vorlesung von Eduard Schwartz 1919 über den griechischen Historiker Thukydides sollte prägend für sein weiteres Leben und sein künftiges Forschungsinteresse sein: Der Chronist des Peloponnesischen Krieges beschrieb den Sturz aus der Zivilisation in die Barbarei von Krieg und Stasis. Kurt von Fritz belegte danach Vorlesungen in Philosophie, Arabisch und Mathematik. Als Schwartz einen Ruf an die Universität München erhielt, folgte er ihm und wurde bei ihm 1923 mit einer Arbeit über Diogenes von Sinope promoviert. 1927 habilitierte er sich in München über Demokrit. Am 26. November 1931 heiratete von Fritz Luise Eickemeyer, die Schwester des Architekten Manfred Eickemeyer (der 1942 Hans Scholl und Freunden der Widerstandsgruppe Weiße Rose sein Atelier vermietete). 1931 ging von Fritz als Assistent von Ernst Kapp nach Hamburg, 1933 folgte er schließlich dem Ruf auf eine Professur für Gräzistik an der Universität Rostock.
Von Fritz war neben Karl Barth der einzige Hochschullehrer in Deutschland, der im Sommer 1934 den geforderten Diensteid auf Adolf Hitler verweigerte; er wurde daher in den zwangsweisen Ruhestand versetzt: Er konnte den nach dem Tod Hindenburgs für alle Staatsbediensteten vorgeschriebenen Eid nicht mit seiner Freiheit als Wissenschaftler vereinen. Von Fritz hoffte, dass sich weitere Hochschullehrer seinem Protest gegen den Führungsanspruch der nationalsozialistischen Ideologie anschließen würden, sah sich aber isoliert und wurde im April 1935 entlassen. Er zog nach München, wo ihm nach einer Denunziation aber die Benutzung der Bayerischen Staatsbibliothek verweigert wurde. Von Fritz ging daher Anfang 1936 nach Oxford, wo er Dozent am Corpus Christi College wurde, und noch im selben Jahr in die USA. Dort lehrte er zunächst am Reed College in Portland (Oregon), ab 1937 dann jahrelang an der Columbia University.
1954 kehrte Kurt von Fritz nach Deutschland zurück, zunächst an die Freie Universität Berlin. Von 1958 bis zu seiner Emeritierung 1968 lehrte er an der Universität München.

## Ehrungen
Kurt von Fritz war seit 1959 Mitglied der Bayerischen Akademie der Wissenschaften und seit 1962 korrespondierendes Mitglied der Österreichischen Akademie der Wissenschaften sowie seit 1973 der British Academy. 1981 erhielt von Fritz den Sigmund-Freud-Preis für wissenschaftliche Prosa der Deutschen Akademie für Sprache und Dichtung.
Nach ihm wurde der Kurt-von-Fritz-Preis für NachwuchswissenschaftlerInnen der Friedrich-Ebert-Stiftung benannt, ebenso das Kurt-von-Fritz-Wissenschaftsprogramm des Landes Mecklenburg-Vorpommern.

## Werk
Kurt von Fritz hinterließ ein Œuvre von mehr als 260 Publikationen, darunter 15 Bücher, in denen er griechische Philosophie, Naturwissenschaften, Dichtung und Historiographie, antike Staatstheorie und römische Literatur behandelte. Im Zentrum steht dabei immer wieder die Frage nach einem gerechten Staatswesen, was vor allem in seinen Veröffentlichungen über Platon und die aristotelischen Schriften deutlich wird.

## Schriften (Auswahl)
- Philosophie und sprachlicher Ausdruck bei Demokrit, Plato und Aristoteles. Stechert, New York u. a. 1938.
- Antike und moderne Tragödie. Neun Abhandlungen. De Gruyter, Berlin 1962.
- Die griechische Geschichtsschreibung. Band 1[4]: Von den Anfängen bis Thukydides. 2 Teilbände (Tlbd. 1: Text. Tlbd. 2: Anmerkungen). de Gruyter, Berlin 1967.
- Grundprobleme der Geschichte der antiken Wissenschaft. de Gruyter, Berlin u. a. 1971, ISBN 3-11-001805-5.
- The Relevance of Ancient Social and Political Philosophy for our Times. A Short Introduction to the Problem. de Gruyter, Berlin u. a. 1974, ISBN 3-11-004859-0.
- Schriften zur griechischen und römischen Verfassungsgeschichte und Verfassungstheorie. de Gruyter, Berlin u. a. 1976, ISBN 3-11-006567-3.
- Schriften zur griechischen Logik (= Problemata. Bd. 70–71). 2 Bände (Bd. 1: Logik und Erkenntnistheorie. Bd. 2: Logik, Ontologie und Mathematik). Frommann-Holzboog, Stuttgart-Bad Cannstatt 1978, ISBN 3-7728-0685-6 (Bd. 1), ISBN 3-7728-0687-2 (Bd. 2).